# Keratitis superficialis punctata

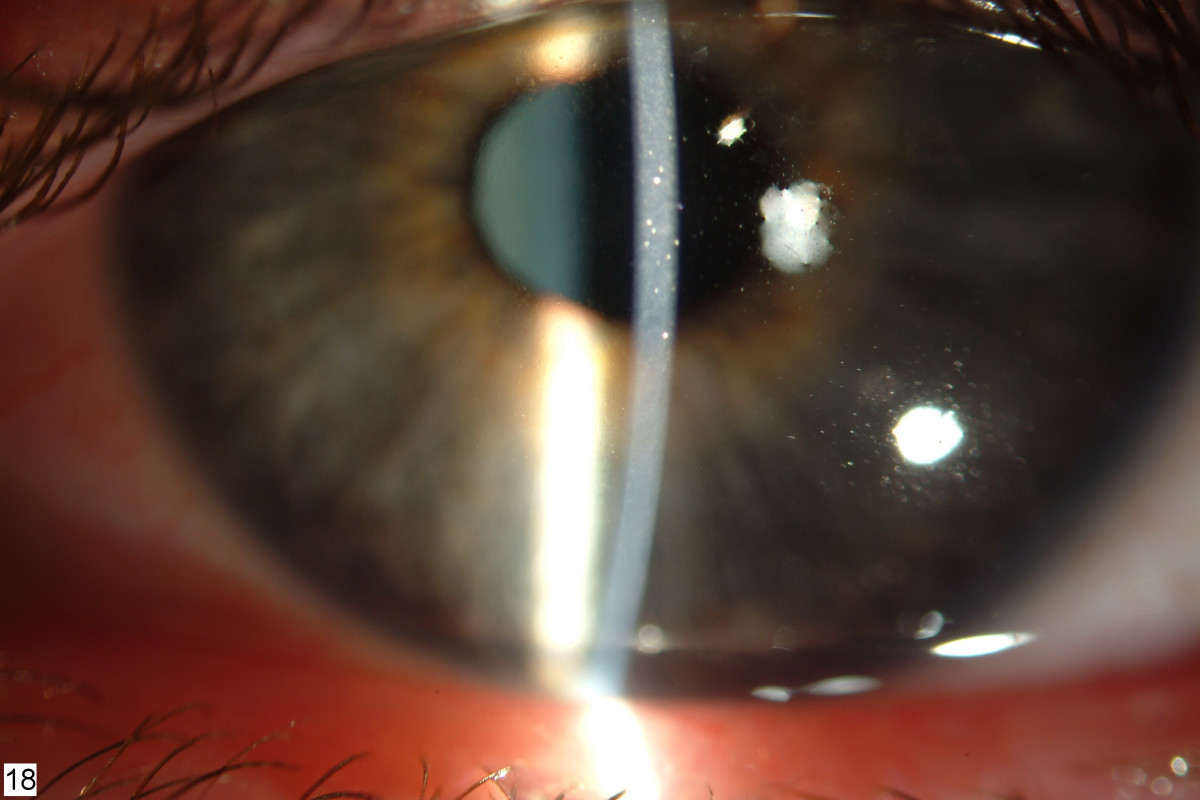
Punktförmige Hornhautdefekte bei einer Thygeson-Keratitis

Keratitis superficialis punctata (griechisch keras Horn, keratoeides chitōn Hornhaut; lateinisch super und facies Oberfläche, punctatus punktförmig), auch Hornhaut-Stippung genannt, ist ein unspezifisches Befundbild aus der Augenheilkunde und bezeichnet punktförmige Defekte in der oberen Hornhautschicht, dem Hornhaut-Epithel. Sie kann zu Schmerzen führen, Brennen und Juckreiz, Rötung des Auges und vermehrtem Tränenfluss. Eine Keratitis superficialis punctata tritt in der Regel in Kombination mit anderen Entzündungsgeschehen auf und kann unter anderem entstehen durch:
- UV-Licht (Sonnenexposition), Schweißarbeiten ohne Schutzschirm
- bakterielle, allergische oder virusbedingte Bindehautentzündungen
- mechanische Reize, zum Beispiel Kontaktlinse, Wimpern oder andere Fremdkörper
- Austrocknung, zum Beispiel bei unvollständigem Lidschluss (Lagophthalmus), beim Syndrom des trockenen Auges (Keratoconjunctivitis sicca)
- anderweitige Infektionen der vorderen Augenabschnitte

Die Einfärbung und somit Darstellung der trüb grauen Hornhautläsionen gelingt mit der Gabe von Bengalrosa besser als mit Fluoreszein.
Die Therapie richtet sich nach der ursächlichen Entzündungserscheinung. In Frage kommen bspw. Cortison-Präparate oder Antibiotika, ggf. die Verwendung weicher Kontaktlinsen. Auch der Verlauf unterscheidet sich nach der Art der zugrunde liegenden Ursachen.

## Thygeson-Keratitis
Ein eigenständiges Krankheitsbild, dessen Symptomatik in der Regel nur aus einer Keratitis superficialis punctata ohne Beteiligung anderer Bereiche des Auges besteht, ist als Thygeson-Keratitis bekannt.